# بيجو (ناروتو)
البيجو (尾獣 "وحش بذيل") هو اسم يُطلق على تسعة كائنات في مانغا وأنمي ناروتو. كل كائن من هذه الكائنات له عدد من الذيول، وكلما زادت الذيول ازدادت قوة الكائن وعند سيطرة الشينوبي على احداهم يمكنهُ استخدام قواهم.

## الأصل والتاريخ
في عهد بعيد كان البشر في حالة حرب دائمة وكانت هنالك شجرة تُعتبر أصل التشاكرا التي تستخدمها الآن أمم النينجا. حروب في ذلك العهد كانت بالطٌرق التقليديَّة (أي لم يكن للشاكرا دخل بالأمر)، ولكن ذات مرة امرأة جاءت من الفضاء تدعى كاجويا قررت ان تأكل ثمرة من هذه الشجرة الضخمة وقد أكسبها هذا قوة خارقة عرفت فيما بعد بالتشاكرا وقد حسم هذا أمر الحرب لمصلحة أُمَّة هذه الفتاة، لكن الشجرة غضبت وقررت ان تستعيد ما هو ملكها فتحولت إلى وحش له عشر ذيول لتستعيد التشاكرا الخاصة بها.
الفتاة تزوجت وأنجبت ولدين عُرف احدهم فيما بعد بحكيم المسارات الستة والذي استطاع تقسيم هذا الوحش إلى تسعة وحوش منفصلة لكل وحش عدد مُختلف من الذيول.
فيما بعد قررت الأمم أن تعيد توزيع قوى وحوش البيجو فيما بينها وذلك خلال الاجتماع الذي عقده الهوكاجي الأول لكونوها هاشيراما سينجو أملًا منه إيجاد السلام الدائم بين الأمم المتحاربة.

## البيجو

### شوكاكو
هو وحش على شكل الراكون أو حيوان التانوكي كان محتبسا داخل غارا كازيكاغي قرية الرمل المخفية قبل أن تستخلصه الأكاتسكي من داخله.

### ماتاتابي
هو وحش على شكل قطة ذات ذيلين كان محتبساً داخل فتاة تسمي «يوجيتو» وهي من قرية الغيمة المخفيه ثم استخلصه الاكاتسكي من داخلها

### إسوبو
هو وحش علي شكل سلحفاة ذات ثلاثة أذيل كان يتحكم فيه طفل يسمى يوكيمارو ثم أُحتبس داخل الميزوكاجي الرابع «ياجورا» ثم استخلصته الاكاتسكي من داخله

### سون غوكو
هو وحش علي شكل قرد ذو أربع ذيول محتبس داخل عجوز يسمي «رويتشي» ثم استخلصته الاكاتسكي بواسطة «كيسامي»

### غوكو
هو وحش علي شكل غريب ذو خمس ذيول محتبس داخل رجل يسمي «هان» ثم استخلصته الاكاتسكي

### سايكين
هو وحش يشبه البزاق ذو ست ذيول محتبس داخل شاب يافع يسمي «اوتاكاتا» ثم استخلصته الاكاتسكي

### تشومي
هو وحش على شكل حشرة طائرة ذات سبعة ذيول محتبس داخل فتاة تسمي «فوو» ثم استخلصته الاكاتسكي

### غيوكي
هو وحش علي شكل اخطبوط ذو وجه ثور بقرنين محتبس داخل رجل يسمي «كيلر بي»

### كوراما
يعتبر اقوى وحش بيجو وتتمحور قصة ناروتو نسبيا عن هذا الوحش القوة التي يمده ل ناروتو أوزوماكي تساعده في القتال
ذو التسعة ذيول أو الكيوبي (باليابانية:九尾) هو الوحش المعروف بالثعلب ذي الذيول التسعة، ولقد هاجم قرية الورق المخفية وقتل العديد من سكانها، ولقد تصدى لهذا الوحش الهوكاجي الرابع (ميناتو) وقد ضحى بحايته من أجل إنقاذ سكانها رأى أهل القرية في الهوكاغي الرابع بطلاً لتضحيته بنفسه. لكن أهل القرية لم يريدوا الاختلاط بالولد لأنه دائما يذكرهم بالثعلب الذي كان سببًا في حزنهم وخراب أرضهم يومًا ما ولقد حبس وحش التسعة ذيول في جسد طفل صغير وأدى ذلك إلى ظهور ختم في بطنه.
و لقد عاش هذا الفتى المدعو بناروتو أوزوماكي منبوذا ومذلولا في القرية وقد عاش يتيما وفي كراهية من سكان قرية كونوها، وقد أجزم على تحقيق حلمه بأن يصبح الهوكاجي ذات يوم، وقد كسب مكانة في قلب معلمه في الأكادمية إيروكا وهو أول شخص كسب محبته وثقة به. وله أصدقاء كثر من أوائلهم: ساسوكي أوتشيها، ساكورا هارونو، ومعلمه كاكاشي هاتاكي، وكان ساسوكي وساكورا عضويين في فريق ناروتو ويدعى الفريق السابع.
كما أن ناروتو كبد عنائه في التدريب والمحاولة إلى أن أصبح قويا برفقة معلمه جيرايا ساما وقد خاض عدة مغامرات.

### شينجو
هي الصورة النهائية للجوبي وحش العشرة ذيول وهي على شكل شجرة هائلة. وهي التي كانت تمتلك التشاكرا ولكنها سرقت منها على يد البشر. حيث كانت لهذه الشجرة ثمرة فجاءت امرأة وقطفتها ثم أكلتها مما جعلها أول إنسان يحصل على التشاكرا. لكن الشينجو ثارت وحاولت الانتقام لكن تلك المرأة كانت قد أنجبت فتى هو الريكودو سينين حكيم المسارات الستة الذي استطاع قمع الشينجو وشكل العالم.